# Cauvetauropus clavatus
Cauvetauropus clavatus är en mångfotingart som beskrevs av Paul Auguste Remy och Gilbert Moyne 1960. Cauvetauropus clavatus ingår i släktet Cauvetauropus och familjen fåfotingar. Inga underarter finns listade i Catalogue of Life.